# Následnictví

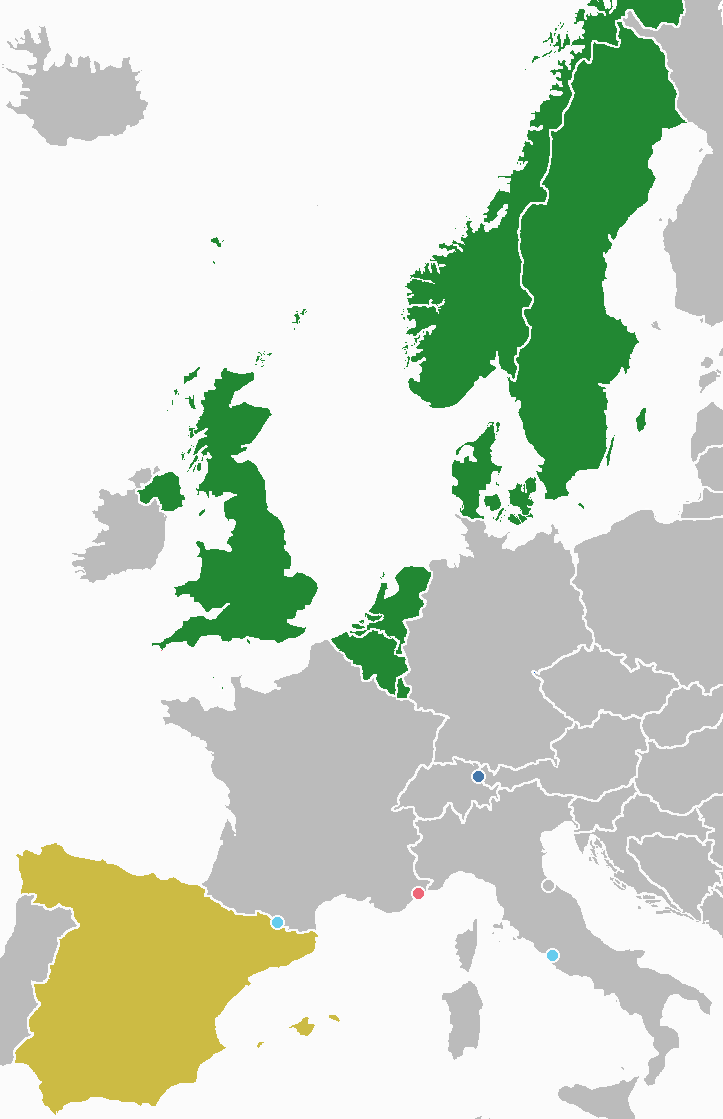
Evropské monarchie podle následnictví trůnu:
Salické právo
Primogenitura (mužská)
Primogenitura (mužská) (proběhne změna na absolutní)
Primogenitura (absolutní)
Volba

Následnictví je pořadí nebo algoritmus pro určení osoby, jež zdědí úřad po smrti, rezignaci nebo odstranění současného vládce.
Následnictví trůnu ve světě:

## Následnické systémy
V minulosti existovaly různé systémy pro určení následníka trůnu a některé jsou používány dodnes. Některé monarchie měly výjimečné následnické systémy, upravené stávající, např. Napoleonská Francie, Srbsko nebo Rumunsko.

### Agnatická primogenitura
Agnatická primogenitura (nebo také polosalické právo) je dědický řád, pocházející od agnatického následnictví z něhož pochází i seniorát. Přednost má prvorozený, starší linie před mladšími liniemi a všichni mužští členové rodu před ženami (a jejich potomky). To znamená, že ženy mohou na trůn nastoupit pouze v případě, že již není žádný vlády schopný mužský člen rodu. De facto jde o primogenituru s vyloučením žen, pokud má rod mužské členy.
V minulosti bylo polosalické právo určující pro následnictví v zemích jako Bádensko, Bavorsko, Dánsko (1665-1863), Rakousko (později Rakousko-Uhersko), Hannoversko, Lucembursko (do 2011), Württembersko, Norsko (do 1990), Řecko, Rusko (1796), Sasko, Španělsko (1713-1830,1947-1975), Švédsko (do 1980), Toskánsko, Království obojí Sicílie a Čína.
Nástup žen na trůn v případě nedostatku mužských členů rodu měla každá monarchie vyřešena různě. Někde nebylo pořadí žen zvlášť stanoveno a probíhalo jako u mužů, resp. vláda přešla na nejstarší dědičku nejstarší linie (či její potomky) nebo šlo o nejbližší potomky posledního panovníka v ženské linii s tím, že pořadí dle primogenitury nehrálo roli na rozdíl od mužů. Jiná možnost, a později nejrozšířenější, upřednostňovala právo nejbližší příbuzné posledního panovníka; měla-li tedy nastoupit na trůn žena, nemusela být nutně nejstarší dědičkou rodu podle primogenitury, ale nejbližší pokrevní příbuznou posledního mužského panovníka z dynastie. Například Marie Terezie (její právo na trůn bylo potvrzeno pragmatickou sankcí a jejím vítězstvím ve Válkách o rakouské dědictví) nebo ruská velkokněžna Marie Vladimirovna. V případě dánského krále Kristiána IX. byly rovněž uplatněny zásady agnatické primogenitury při jeho cestě na trůn: třebaže jeho manželka Luisa Hesensko-Kasselská byla v pořadí na trůn blíže než on, jako žena nemohla na trůn usednout.

### Salické právo
Salické právo (Lat. Lex Salica, či salický zákon) je dědický řád založený na agnatickém následnictví, z něhož jsou však úplně vyloučeny ženy, a to i v případě, že jsou poslední svého rodu. Salický zákon či salické právo, byla původně sbírka zvyklostí sálských Franků a později převzaté pravidlo, že z nástupnictví jsou úplně vyloučeny ženy.
V současnosti je následnictví podle salického práva používáno v Lichtenštejnsku, Japonsku, Jordánsku a Maroku.
V minulosti bylo salické právo následnickým řádem v těchto zemích: Albánie, Belgie (do 1991), Bulharsko, Černá Hora, Dánsko (1863-1953), Egypt, Etiopie, Francie, Itálie, Libye, Korea, Parma, Rumunsko, Království Jugoslávie (a Srbsko), Tunisko a Německé císařství (a Prusko).

### Seniorát
Seniorát je dědický řád a právo nejstaršího člena rodu na vládu. To znamená, že po smrti dosavadního vládce nastoupí na trůn nejstarší člen rodu. To však vede jednak k tomu, že část takových vládců může být již v důsledku nástupu nemocných a neschopných vládnout, jednak k častému střídání moci. Tento problém částečně řeší možnost vyloučení některých kandidátů např. díky nezájmu o vládu, nemoc, atd.
V současnosti je tento systém používán jen v Saúdské Arábii, kde ovšem funguje případné vyloučení některých kandidátů.

### Juniorát
Juniorát je dědický systém, ve kterém má právo na vládu nebo k vládě může být povolán nejmladší člen rodu. Jedná se tedy o opak seniorátu.

### Majorát a minorát
Majorát je dědický řád, ve kterém má právo na vládu nejstarší z nejbližších zákonných dědiců posledního vládce. Opakem majorátu je minorát.
Minorát je naproti tomu dědický řád, ve kterém má právo na vládu nejmladší z nejbližších zákonných dědiců posledního vládce. Jedná se tedy o opak majorátu.

### Primogenitura
Primogenitura (lat. primus-první, gignere-rodit = prvorozenství, přesněji mužská primogenitura) je dědický řád zajišťující přednostní právo prvorozeného při dědické posloupnosti. Přednost mají muži před ženami, prvorozený syn před druhorozeným, prvorozená dcera před druhorozenou, ale nejmladší syn před nejstarší dcerou, starší linie před mladšími liniemi. Jedná se o klasický následnický systém a některé další z něj vycházejí.
Tento nástupnický systém je v současnosti používán v zemích: Bhútán, Commonwealth realms, Monako, Španělsko, Thajsko a Tonga.
V minulosti používaly primogenituru pro určení následnictví tyto země: Anglie, Brazílie, Dánsko (1953-2009), Kastilíe, Madagaskar, Navarra, Nepál, Nizozemsko (do 1983), Norsko (1970-1990), Portugalsku, Řecko, Skotsko a mnoho dalších.

### Rovná (nebo absolutní) primogenitura
Plná rovná primogenitura nebo absolutní primogenitura je dědický řád zajišťující přednostní právo prvorozeného při dědické posloupnosti, ať je mužského nebo ženského pohlaví. Rovná nebo absolutní primogenitura (jak se tento systém nazývá) se vyvinula z primogenitury. Následnický či nástupnický systém je poměrně mladý, první zemí, jež jej zavedla, bylo v roce 1980 Švédsko. Princezna Viktorie (* 1977) se tak stala dědičkou trůnu, a to i přesto, že již měla bratra, prince Karla Filipa (* 1979). Je tak první dědičkou trůnu ženského pohlaví, která trůn zdědila, i když měla mužské sourozence.
Tento následnický systém v současnosti používá Švédsko (od 1980), Nizozemsko (od 1983) a nově také Norsko (od 1990), Belgie (od 1991 (ta do té doby používala salické právo), Dánsko (od 2009), Lucembursko (od 2011) a Spojené království (2013).
V roce 2004 byl ve Spojeném království předložen návrh změnit linii nástupnictví na britský trůn, také na absolutní primogenituru. Neuspěl však kvůli tomu, že král Spojeného království je panovníkem také v dalších 15 zemích, což by mohlo vyvolat problémy v nástupnictví v jednotlivých zemích, a také díky tomu, že čtyři nejbližší následnící trůnu byli muži (princ Charles, jeho dva synové a vévoda z Yorku).
Tento návrh byl oživen roku 2011 a odsouhlasen všemi vládami z Commonwealth realm, takže dojde ke změně následnického systému ve všech těchto zemích. Navíc součástí změny následnického řádu bude i odstranění zákazu pro dědice trůnu, kteří si doposud nesměli za manžele a manželky brát katolíky.

### Ultimogenitura
Ultimogenitura je dědický řád, jenž přiznává právo na vládu nejmladšímu synu či nejmladší linii. Jde tak trochu o opak primogenitury. Tento následnický řád sloužil v minulosti především k tzv. zajištění krbu a postarání se o rodiče nejmladším synem, zatímco starší měli dost času na úspěch ve světě a zajistit sami sebe.

### Pokrevní blízkost
Pokrevní blízkost je dědický systém, ve kterém má osoba v nejbližším stupni pokrevní příbuznosti k poslednímu panovníkovi právo na trůn. Preferování jsou muži před ženami, starší linie před mladšími liniemi.

### Systém Rota
Systém Rota je dědický systém, pojmenovaný podle staroslověnského slova pro "žebřík" nebo "schodiště". Podstatou tohoto nástupnického systému je, že trůn nepřecházel z otce na syna, ale příčně od bratra k bratru (obvykle čtvrtý bratr) a pak k nejstaršímu synovi nejstaršího bratra, který držel trůn. Když velkokníže zemřel, následující rodový kníže v řadě se stal velkoknížetem, přestěhoval se do Kyjeva a jeho místo zaujal nižší kníže a tak se všichni ostatní sestěhovali do knížectví v daném žebříčku.
Tento následnický systém byl používán v Kyjevské Rusi a v raném Moskevském státu.

### Jmenování, volba, rotace a volba následníka
Tento následnický systém je v současnosti aplikován v těchto zemích:
- Andorra (zde nejde o striktně volenou monarchii)
- Vatikán (papež je doživotně volen)
- Malajsie (rotace/volba sultána),
- Kambodža (následník musí být potvrzen korunní radou),
- Kuvajt (dědičný emír musí být potvrzen parlamentem, navíc se střídají 2 větve rodu)
- Spojené arabské emiráty (de facto volená monarchie, de iure republika)
- Svazijsko (z králových manželek je vybrána "královna-matka", která má jediného syna a ten se po smrti otce stane králem).

## Následnictví jednotlivých zemí
Zde je uveden seznam následnictví pro současné a také bývalé monarchie, u každého z nich je uvedeno jakým systémem a za jakých podmínek byl trůn zděděn. Seznam zahrnuje současné evropské, asijské a africké trůny, dále bývalé evropské, americké, asijské, africké a pacifické trůny, nezahrnuje subnárodní monarchie.

### Následnictví současných monarchií
- Následnictví belgického trůnu
- Následnictví bhútánského trůnu
- Následnictví britského trůnu
- Následnictví dánského trůnu
- Následnictví japonského trůnu
- Následnictví jordánského trůnu
- Následnictví kuvajtského trůnu
- Následnictví lichtenštejnského trůnu
- Následnictví lucemburského trůnu
- Následnictví marockého trůnu
- Následnictví monackého trůnu
- Následnictví nizozemského trůnu
- Následnictví norského trůnu
- Následnictví švédského trůnu
- Následnictví španělského trůnu
- Následnictví thajského trůnu

### Následnictví bývalých monarchií
- Následnictví albánského trůnu
- Následnictví brazilského trůnu
- Následnictví bulharského trůnu
- Následnictví čínského trůnu
- Následnictví černohorského trůnu
- Následnictví českého trůnu
- Následnictví egyptského trůnu
- Následnictví etiopského trůnu
- Následnictví finského trůnu
- Následnictví francouzského trůnu
- Následnictví havajského trůnu
- Následnictví iráckého trůnu
- Následnictví íránského trůnu
- Následnictví italského trůnu
  - Následnictví toskánského trůnu
  - Následnictví trůnu Obou Sicílií
- Následnictví jemenského trůnu
- Následnictví jugoslávského trůnu
- Následnictví korejského trůnu
- Následnictví laoského trůnu
- Následnictví litevského trůnu
- Následnictví mexického trůnu
- Následnictví nepálského trůnu
- Následnictví německého trůnu
  - Následnictví bádenského trůnu
  - Následnictví bavorského trůnu
  - Následnictví hannoverského trůnu
  - Následnictví hesenského trůnu
  - Následnictví mecklenburského trůnu
  - Následnictví oldenburského trůnu
  - Následnictví pruského trůnu
  - Následnictví saského trůnu
  - Následnictví württemberského trůnu
- Následnictví osmanského trůnu
- Následnictví polského trůnu
- Následnictví portugalského trůnu
- Následnictví rakousko-uherského trůnu
- Následnictví rumunského trůnu
- Následnictví ruského trůnu
- Následnictví řeckého trůnu
- Následnictví srbského trůnu
- Následnictví vietnamského trůnu